# Democracy Dies in Darkness

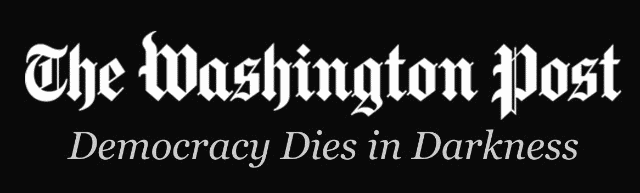
El eslogan tal como aparece en el sitio web del The Washington Post.

«Democracy Dies in Darkness» («La democracia muere en la oscuridad» en español) es el eslogan oficial del periódico estadounidense The Washington Post, adoptado en 2017. El eslogan se introdujo en el sitio web del periódico el 22 de febrero de 2017, y se agregó a las copias impresas una semana después. Tras su anuncio, el eslogan generó reacciones positivas y negativas de otras organizaciones de noticias y varias figuras de los medios.

## Historia

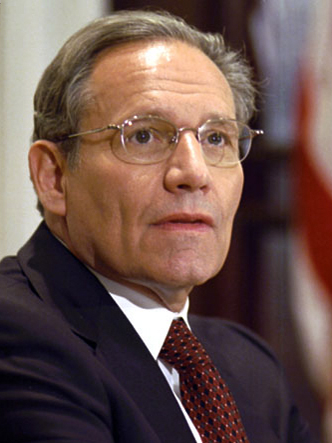
Bob Woodward popularizó la frase.

The Washington Post reveló por primera vez el eslogan a través de Snapchat el 17 de febrero de 2017, cuando lanzó su plataforma Snapchat Discover destinada a llegar a los lectores más jóvenes, antes de agregarlo a su sitio web bajo el título del periódico. Shani George, directora de comunicaciones del periódico, dijo que la frase había sido utilizada internamente dentro de la empresa durante años antes de ser adoptada oficialmente.
«Democracy Dies in Darkness» fue el primer eslogan adoptado oficialmente por el Post en sus 140 años de historia. Según el periódico, la frase fue popularizada por el periodista de investigación Bob Woodward. Woodward usó la frase en una pieza de 2007 criticando el secretismo del gobierno, e hizo referencia a la frase durante una presentación de 2015 en una conferencia cuando habló sobre The Last of the President's Men, su libro sobre el escándalo Watergate. Woodward dijo que no acuñó la frase él mismo, sino que lo atribuyó a un juez que dictaminó sobre un caso de la Primera Enmienda. El propietario del periódico, Jeff Bezos, que asistió a la presentación de Woodward en 2015, también usó la frase en una entrevista de mayo de 2016. El periódico dijo que decidió adoptar un eslogan oficial en 2016, antes de que Donald Trump ganara la nominación republicana para presidente de los Estados Unidos. Esto inició un proceso que involucró a un pequeño grupo de empleados del periódico reunidos para desarrollar ideas para consignas. El grupo finalmente se decidió por «Democracy Dies in Darkness» después de una lluvia de ideas sobre 500 opciones.
El eslogan apareció al final del anuncio de Super Bowl del Post en 2019. Narrado por Tom Hanks, el anuncio fue el primer anuncio de Super Bowl del periódico.

## Recepción
El eslogan generó una reacción en Internet tras su anuncio. En Twitter, los escritores de otros medios de comunicación se burlaron del eslogan, mientras que la organización de noticias ProPublica lo describió como «impresionante». La revista en línea Slate dijo que el eslogan sonaba «como un eslogan más propio de un profeta del fin del mundo que de un diario», y comparó el eslogan con los títulos de quince álbumes de heavy metal, diciendo que eran «menos oscuros» que el eslogan del Washington Post. El diccionario Merriam-Webster registró un aumento en las búsquedas de la palabra «democracia» después de que el periódico adoptara el eslogan.
Dean Baquet, editor ejecutivo de The New York Times, dijo que el eslogan «suena como la próxima película de Batman», mientras que el periodista Jack Shafer calificó el eslogan de «mano dura». El lema de Capitol Hill Citizen, Democracy Dies in Broad Daylight («La democracia muere a plena luz del día»), pretende ser una crítica a lo que Ian Ward de Politico describió como el «lema engreído del Washington Post: Democracy Dies in Darkness».
El eslogan cobró renovada atención tras la negativa del Washington Post a respaldar a un candidato en las elecciones presidenciales de Estados Unidos de 2024. Susan Rice, exembajadora de los Estados Unidos ante las Naciones Unidas y exdirectora del Consejo de Política Nacional de los Estados Unidos, citó sardónicamente el eslogan y condenó la decisión del Washington Post como «la medida más hipócrita y cobarde de una publicación que se supone debe hacer que las personas en el poder rindan cuentas». En una declaración a Vanity Fair, el exeditor ejecutivo del Washington Post, Martin Baron, calificó la negativa del periódico a respaldar a un candidato como «cobardía, un momento de oscuridad que dejará a la democracia como una víctima». Tommy Vietor, exmiembro del personal de Obama y del Consejo de Seguridad Nacional de los Estados Unidos, criticó la negativa como «mierda cobarde del equipo que nos trajo 'la democracia muere en la oscuridad'».